# Wiener Gruppe

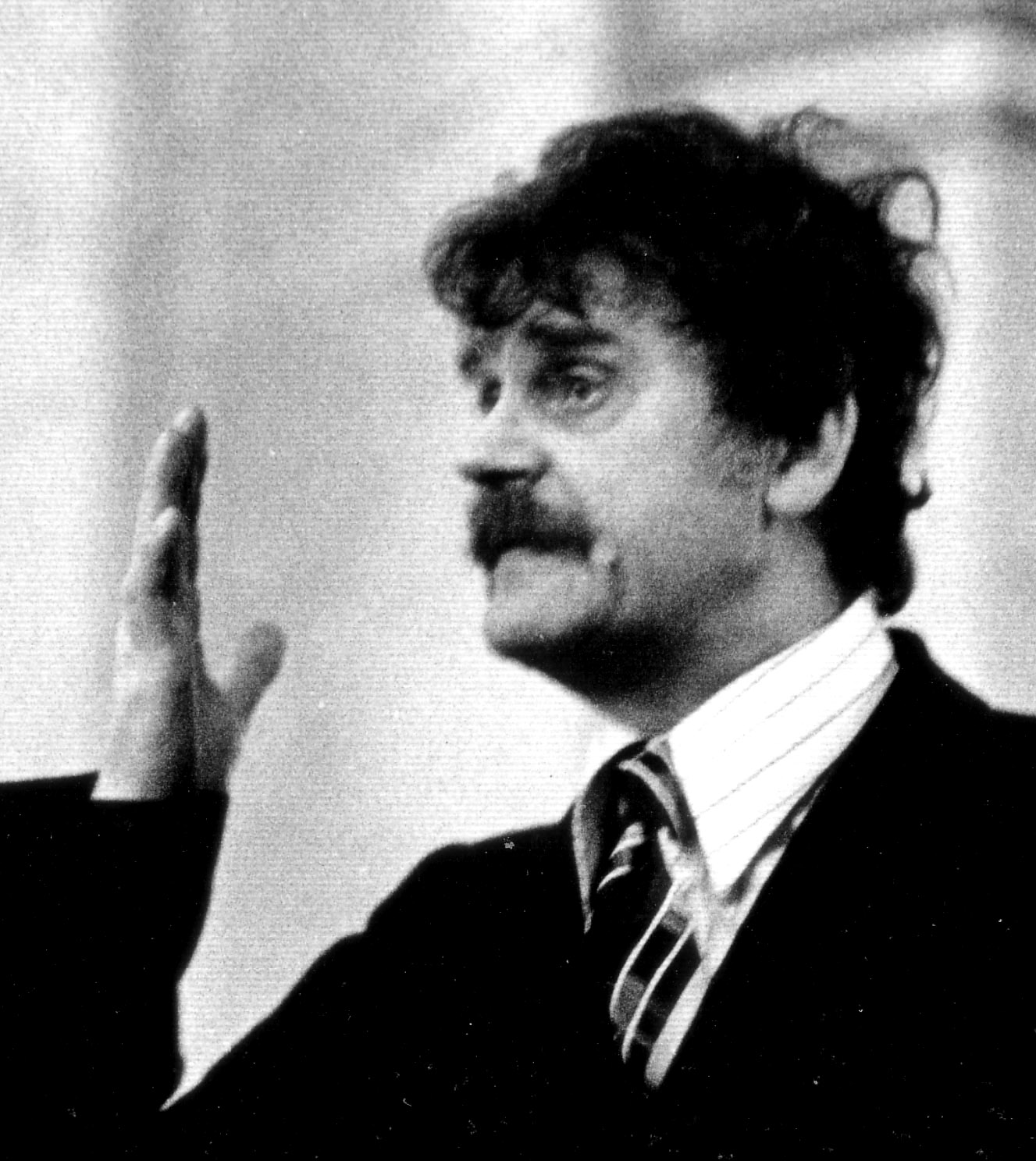
H.C. Artmann en 1974

Le Wiener Gruppe (Groupe de Vienne) est un mouvement littéraire autrichien formé vers le début des années 1950 autour de la figure de H.C. Artmann qui réunissait Friedrich Achleitner, Konrad Bayer, Gerhard Rühm et Oswald Wiener. Le couple de poètes autrichiens Ernst Jandl et Friederike Mayröcker ou encore la compositrice Lily Greenham ont eu des contacts étroits avec le groupe sans en faire partie.
Les influences du Groupe de Vienne sont l'expressionnisme, le surréalisme et le dadaïsme. Les recherches de style et d'expression nouvelles et les expériences littéraires avec la langue, que ce soit par l'emploi de différents niveaux de langue, voire l'usage du dialecte, ou par l'usage typographique dans les poésies concrètes furent parmi leurs activités principales.
Les textes de Peter Handke dénotent en partie l'influence du Groupe de Vienne.
Bien qu'elle n'ait jamais appartenu à ce mouvement, l'écrivaine Elfriede Jelinek, prix Nobel de littérature 2004, reconnaît volontiers le rôle déterminant qu'il a pu jouer dans l'élaboration de son œuvre. On peut considérer l'autrice à juste titre, par la diversité de sa production marquée par un caractère expérimental et subversif affirmé ou un goût prononcé de la satire sociale, comme l'héritière la plus exemplaire du mouvement des années 1950.
Certains des membres ont eu des contacts étroits avec l'Actionnisme viennois en particulier Oswald Wiener.